# Sub iudice
Sub iudice è una locuzione latina utilizzata in giurisprudenza che significa letteralmente sotto il giudizio del giudice. Indica che una controversia è ancora aperta o sospesa a tempo indeterminato.